# 巴爾切沃

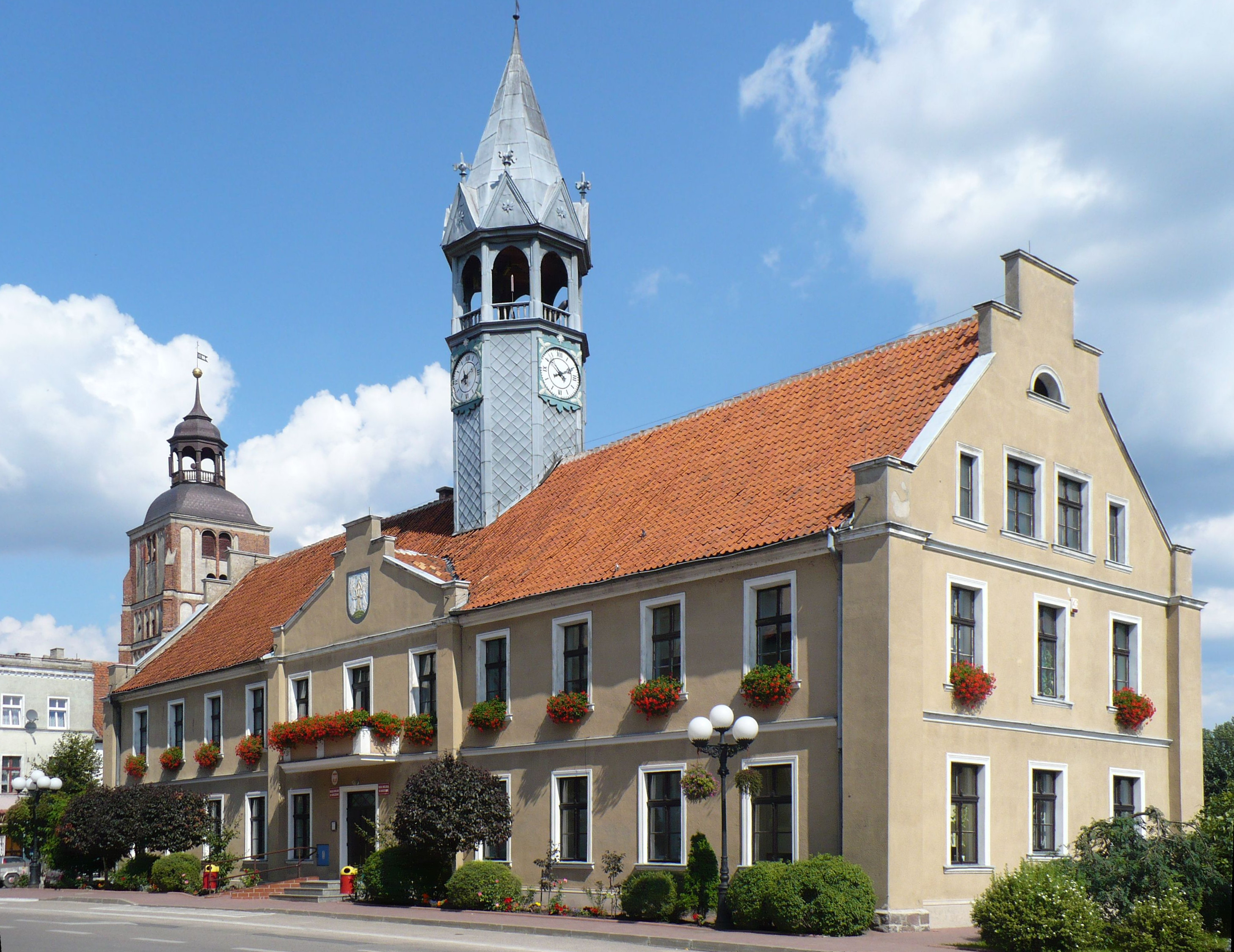

巴爾切沃是波蘭的城鎮，位於該國西北部，距離首府奧爾什丁20公里，由瓦爾米亞-馬祖里省負責管轄，面積4.58平方公里，海拔高度139米，2006年人口7,401。

## 外部連結
- Official website （页面存档备份，存于）
- Local information （页面存档备份，存于）
- Interesting historical facts

53°50′N 20°41′E / 53.833°N 20.683°E